# 안동 탁청정
안동 탁청정(安東 濯淸亭)은 경상북도 안동시 와룡면 오천리에 있는 건축물이다. 199년 8월 26일 대한민국의 국가민속문화재 제226호로 지정되었다.

## 개요
조선 중종 36년(1514)에 김수가 지은 광산 김씨 종택에 딸린 정자이다. 원래는 낙동강에서 가까운 오천리에 있었으나, 안동댐 건설로 인하여 1974년 지금 위치로 옮겨 지었다.
앞면 3칸·옆면 2칸 규모인데, 앞면보다 옆면의 칸 사이를 넓게하여 거의 정사각형에 가까운 모습이다. 지붕의 옆면이 여덟 팔'(八)'자 모양인 팔작지붕집이며, 마루에는 난간을 돌렸다. '탁청정'이라는 현판은 한석봉의 글씨이며, 마루에는 퇴계 이황 등 당시 유명한 학자들의 시판이 걸려있다.
영남지방에 있는 개인 정자로는 가장 웅장하고 우아한 건물이다.

## 참고 자료
- 안동 탁청정 - 국가유산청 국가유산포털